# 橋本光夫 (経営者)
橋本 光夫（はしもと みつお、1949年4月12日 - ）は、日本の実業家。元浦和レッドダイヤモンズ（三菱自動車フットボールクラブ）代表取締役社長、元ラグビー選手。新潟県出身。

## 経歴
新潟県立新潟工業高等学校卒業後の1968年に三菱重工業京都製作所に入社（自動車部門は1970年に三菱自動車工業として独立）。ラグビー部の選手や指導者として活動する傍ら、入社以来30数年間に渡り開発部門に携わり、乗用車技術センターエンジン実験部長や品質統括本部長を務める。2004年に発覚したリコール隠し問題では社内調査の責任者を務め、その行動力は他に誰も真似できないと高く評価された。2008年からは常務取締役国内営業・アフターサービス統括部門担当、日本プロサッカーリーグの浦和レッドダイヤモンズ取締役を務め、2009年4月より前任の藤口光紀の任期満了に伴い浦和の代表取締役社長に就任した。

### ラグビー選手
新潟工業高等学校では2年次に国民体育大会で準優勝、3年次は国民体育大会で優勝、冬の全国高等学校ラグビーフットボール大会ではベスト4進出。
高校卒業後に三菱重工京都ラグビー部に加入。当時の社会人ラグビー界は大卒の有名選手を補強してチーム強化を進めるケースが多かった のに対して、同ラグビー部はスター選手の少ないチームだった が、日本代表の横井章らと共に全国社会人ラグビーフットボール大会を2度制し（1971年、1975年）、2度目の優勝時には主将を務めた。日本ラグビーフットボール選手権大会では1971年は早稲田大学、1975年は明治大学に敗退。現役当時のポジションはセンター・スリークォーターバック (CTB)。現役引退後は同ラグビー部のコーチや副部長を歴任した。

### 浦和レッドダイヤモンズ社長

#### 2009年
2009年4月の社長就任に際し、橋本は現場への不介入と現体制の支持を明言していた が、数週間後に前任の藤口が招聘した監督のフォルカー・フィンケとの間で交わされた戦力補強や広報体制、練習環境などのチーム運営に関する「監督への全権委譲」の条件を撤回させ、チームダイレクター (TD) を務める信藤健仁に権限を統括させる方針を打ち出した。その際「監督によってマネジメントが変わるのはよくない。監督は選手育成や戦術強化に集中してもらいたい」と発言。
同年12月、信藤が体調不良により契約途中で休養 すると後任探しに着手しないまま橋本が強化担当を兼任した が、かつて浦和の社長を務めた犬飼基昭からは「素人には無理」と評された。また犬飼は2009年度のリーグ戦ではシーズン中盤に7連敗を喫するなど優勝争いから脱落し6位に終わったことや、天皇杯2回戦で地域リーグの松本山雅FCに敗れたことに触れ「もはや浦和はJリーグを代表するクラブではない」と評した。

#### 2010年
2010年、浦和OBの柱谷幸一をゼネラルマネージャー (GM) に迎え、前年度まで信藤が務めていたTD職を廃止。柱谷GMを本部長とする強化本部を設置することで柱谷の権限を強め、前年度にTDと同格の立場だった監督職を強化本部の傘下に置く組織改革を行った。2010年度には田中マルクス闘莉王や高原直泰ら主力選手を放出するなど人件費を削減する一方で、AFCチャンピオンズリーグ出場権を確保する 目標を掲げるも1シーズン制になった2005年以降では最低の成績となる10位でシーズンを終えると、チーム再建のために招聘したフィンケ監督との契約を更新せず、2011年度より浦和OBのゼリコ・ペトロビッチを監督として迎えることを発表した。この人事について橋本は「強く魅力のあるサッカーを目指す中、強さの部分が課題だった」とフィンケ退任とペトロビッチ招聘の理由を説明。ペトロビッチ監督には1年目から結果を求め、自らも進退を賭ける覚悟であると主張した。

#### 2011年
2011年4月20日、浦和の株主総会及び臨時取締役会において留任が決定。同じく株主総会で発表された2010年度の経営情報によると成績不振により入場料収入やグッズ収入などの営業収入が減少し2億6000万円の赤字を計上し、2005年に筆頭株主である三菱自動車工業との間で損失補填契約を解消して以来初の単年度の赤字計上となった。橋本は減収の主な要因として入場者の減少を挙げ「ホームゲームでの勝利が少なかった」「1点差負けの試合が多かった」「ロスタイムで失点する試合が多かった」ことを理由に挙げた。

同年9月11日、モンテディオ山形戦後にGMの柱谷を解任し、総務部長の山道守彦を強化本部長代行兼GM代行として迎えることを発表した。この解任について橋本は「選手とのコミュニケーション不足」を第一に挙げ、「S級ライセンスを所持する柱谷が存在する事で、（ペトロビッチは）遣り難い部分があった。その点、新任の山道はS級ライセンスを所持していないので安心出来る」と解任の理由を語った。その一方で、現場で指揮を執る監督ではなくGMだけを解任した点、2週間のリーグ戦中断期間が明けた直後の解任である点、同月7日のサポーターとの意見交換会の場で橋本、柱谷、ペトロビッチの三者が協力することで成績不振から脱却すると公言したばかりであった点 などから、「異例の人事」「不可解な解任劇」と見做されている。また柱谷GMは元々、橋本自らが招聘した人物であることから自身への任命責任を追及されると、橋本は「責任は私にある。この厳しい状況を改善する」と主張した。この人事について評論家のセルジオ越後は次のように評している。
同年10月15日、J1残留を賭けた大宮アルディージャ戦において0-1で敗れJ2降格圏の16位へ転落すると、試合後にペトロビッチ監督が2011年シーズン限りでの辞意を表明 し、自身の契約更新や選手補強の不備についてのフロントの姿勢を批判した。これに対して橋本は翌10月16日にペトロビッチに事情聴取を行い「これまでと状況は変わらない」とペトロビッチ続投を明言し、当人に口頭で注意を与えるに留まった。その一方で、残り5試合全てのペトロビッチの続投については明言を避けた。
4日後の10月20日、一転してペトロビッチの契約を解除し、浦和ユースの堀孝史を監督に迎えたことを発表した。この人事について橋本は「（堀新監督は）浦和ユースでの実績があり、トップチームの合宿に帯同するなどチーム事情を熟知しており、今すぐに結果を残すことが出来る人物」とした。一方で専門家の間では、一連の経緯について代表者の橋本やフロントへの批判が相次いだ。
12月3日に埼玉スタジアム2002で行われた最終節の結果、チームはかろうじて残留を果たし試合終了後のセレモニーでは堀監督や選手に対しては拍手が送られた が、社長の橋本に対しては5万人の観衆から辞任を求めるブーイングやシーズンを通して繰り返された失政に抗議する横断幕の掲示が行われた。その後も約1,000人のサポーターがスタジアムに留まり約4時間に渡って橋本に対し辞任勧告を行ったが、橋本はこの勧告を拒否した。その際、橋本とサポーターとの間で建設的なコミュニケーションは成立せず、古参のフロントの仲裁で場を収束させた。
一方、GM代行の山道の下で来季に向けた新監督の選考が行われ岡田武史と西野朗の2人に候補が絞られていた。橋本も両者との交渉に立会い、西野に関しては「就任確実」との報道も成されたが12月12日までに交渉は全て決裂。その後、山道ら強化部スタッフがミハイロ・ペトロヴィッチと接触し、監督就任が決定した。

#### 2012年以降
2012年2月4日、橋本は埼玉新聞の取材に対し「3年目の昨季は目指す方向性を後退させた。今は反省している。昨秋から強化部の新体制を敷き、新しい監督の選考やチーム作りを取り入れ、今季は従来の方向性をもう一度目指す。もう一度チャンスをいただきたい。サポーターも見守ってくれているし間違いなく結果は付いてくる」と語った。2月23日、さいたま市内で行われたトークイベント「Talk on Together 2012」では参加者から「（橋本は）なぜ辞めないのか」「（橋本には）信頼回復に繋がる取り組みが皆無」などの批判を受けたが、「再生の道筋をつけることが私なりの経営責任の取り方」と回答した。
2013年、 Jリーグ ディビジョン1の開催方式について従来の「1ステージ制」から「2ステージ制」への移行が取りざたされ、浦和サポーターなどから反発の声が上がっていた。橋本も「2ステージ制」の導入に反対の意思を表明し、「目先の利益ではなく競技の質の向上を目指した施策こそが、観客動員や収入の増加に繋がる」と語った。
2014年1月15日、 同月限りでの社長退任を発表した。社長交代は例年、4月の取締役会で決定されるがリーグ戦最中での社長交代による混乱を避けるため、橋本の申し出を受けての社長交代となった。
同年1月30日の臨時株主総会、臨時取締役会において承認され、翌2月1日付で正式に退任した。また、Jリーグ理事についても1月31日付で退任した。
2015年から2年間、京都大学ラグビー部コーチを務める。
2017年、関西ラグビー協会の書記長に就任。